# La-Garita-Caldera
Koordinaten: 37° 45′ N, 106° 56′ W

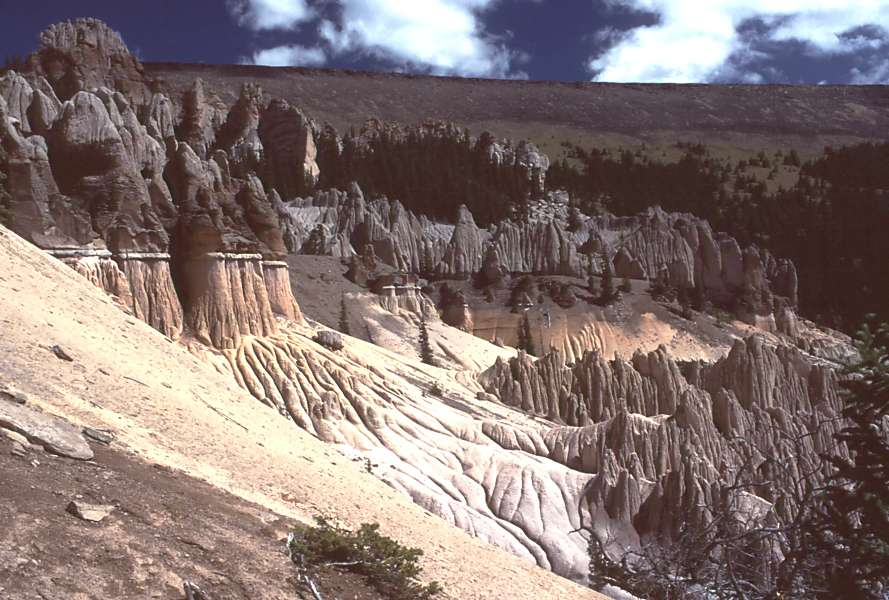
Asche-Formationen der La-Garita-Caldera

Die La-Garita-Caldera ist eine große vulkanische Caldera, die sich im San-Juan-Gebirge im südwestlichen Colorado, USA, befindet. Vor zirka 26 bis 28 Millionen Jahren (Oligozän) fand hier ein gigantischer Vulkanausbruch der Stärke 8 auf dem Vulkanexplosivitätsindex statt (Supervulkan).
Bei dieser Eruption wurden etwa 5.000 Kubikkilometer Material (Fish Canyon Tuff) ausgestoßen. Damit war der Ausbruch doppelt so stark wie der Ausbruch des Toba oder 500-mal so stark wie der Ausbruch des Pinatubo von 1991. Der Fish Canyon Tuff besteht aus Dazit und ist erstaunlich einheitlich in seiner Zusammensetzung. Dazit ist ein siliziumreiches vulkanisches Gestein, das man bei explosiven Eruptionen, in Lavadomen und in kurzen, dicken Lavaströmen antrifft.
Die Caldera ist 35 mal 75 Kilometer groß und hat eine für eine Caldera ungewöhnliche längliche Form. In den 1,5 Millionen Jahren nach der Fish-Canyon-Tuff-Eruption gab es mindestens sieben größere Ausbrüche mit unterschiedlichen Materialzusammensetzungen.